# Klingenberg (Malgersdorf)
Klingenberg ist eine Einöde mit drei Einwohnern in der Gemeinde Malgersdorf im niederbayerischen Landkreis Rottal-Inn.

## Geografie und Verkehrsanbindung
Klingenberg ist über die Bundesstraße 20, die Staatsstraße 2115 „Landauer Straße“ und die Ortsstraßen „Hofstetten“ und „Graf-Arco Straße“ an das bayrische Straßennetz angeschlossen.